# Countisbury
Countisbury – wieś i civil parish w Anglii, w hrabstwie Devon, w dystrykcie North Devon, w civil parish Brendon and Countisbury. W 2011 civil parish liczyła 206 mieszkańców. Countisbury jest wspomniana w Domesday Book (1086) jako Contesberie/Contesberia.